# المراق (الدب الأكبر)
المَرَاقُّ أو «بيتا الدب الأكبر»، هو واحد من نجوم «بنات نعش الكبرى» وواحد من ألمع نجوم كوكبة الدب الأكبر، وأيضا واجد من الدليلين (الدبة والمراق) وهما النجمان الذين يشيران إلى النجم القطبي ولذلك سميا بالدليلين. يبلغ قدره الظاهري 2,35 تقريباً ويبعد عنا 79 سنة ضوئية. وهو ليس نجما كبيراً حيث يبلغ نصف قطره قطرا شمسيا وكتلته 3 كتل شمسية. يبلغ سطوعه 70 ضعف سطوع الشمس تقريباً وتبلغ حرارة سطحه 9,800 كلفن. لم تكتشف كواكب بعد حول نجم المراق لكن بالرغم من ذلك فقد اكتشفت حوله قرص غبار كوني ورماد بارد مما يدل على أنه ربما هناك كواكب تَكونت أو في سبيل الَتكون حالياً حول هذا النجم.
يعتبر المراق نجما تقليديا من نجوم النسق الأساسي إلا أن سطحه أشد حرارة (9800 كلفن) من درجة حرارة الشمس التي تبلغ 5800 كلفن.
المراق بالإنجليزية al-maraqq أو (the loins" (of the bear" مأخوذ عن التسمية العربية.

خريطة كوكبة الدب الأكبر، ونجم المراق يقع في أقصى يمين الخريطة وهو النجم الجنوبي من النجمين الذين يشكلان النصف الأيمن للنعش.